# Itamogi
Itamogi là một đô thị thuộc bang Minas Gerais, Brasil. Đô thị này có diện tích 236,453 km², dân số năm 2007 là 10828 người, mật độ 49,9 người/km².